# Pietra dura

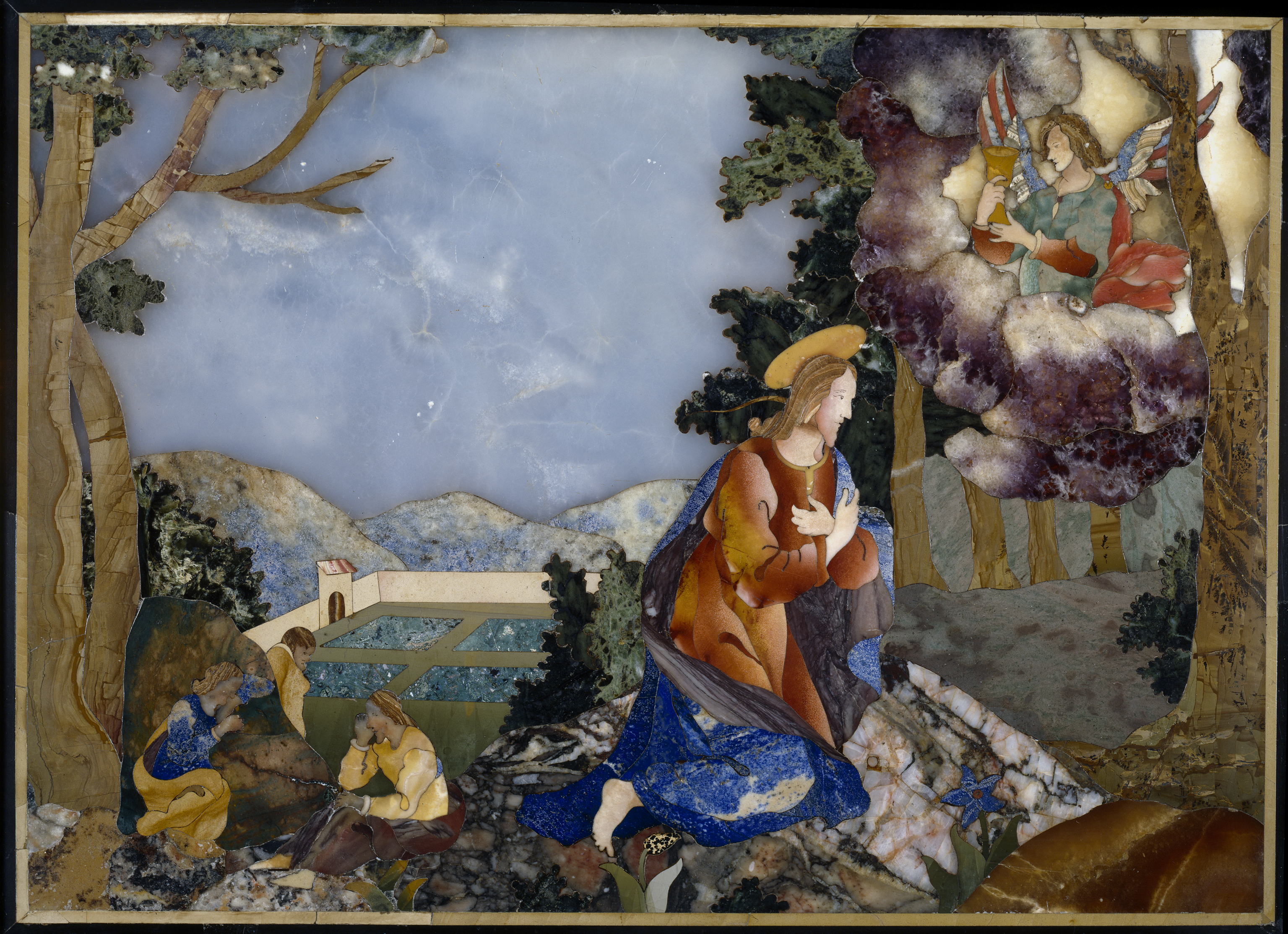
La oración en el huerto, Opificio delle Pietre Dure (Galleria dei Lavori), según una pintura de Benedetto Veli (c. 1604)

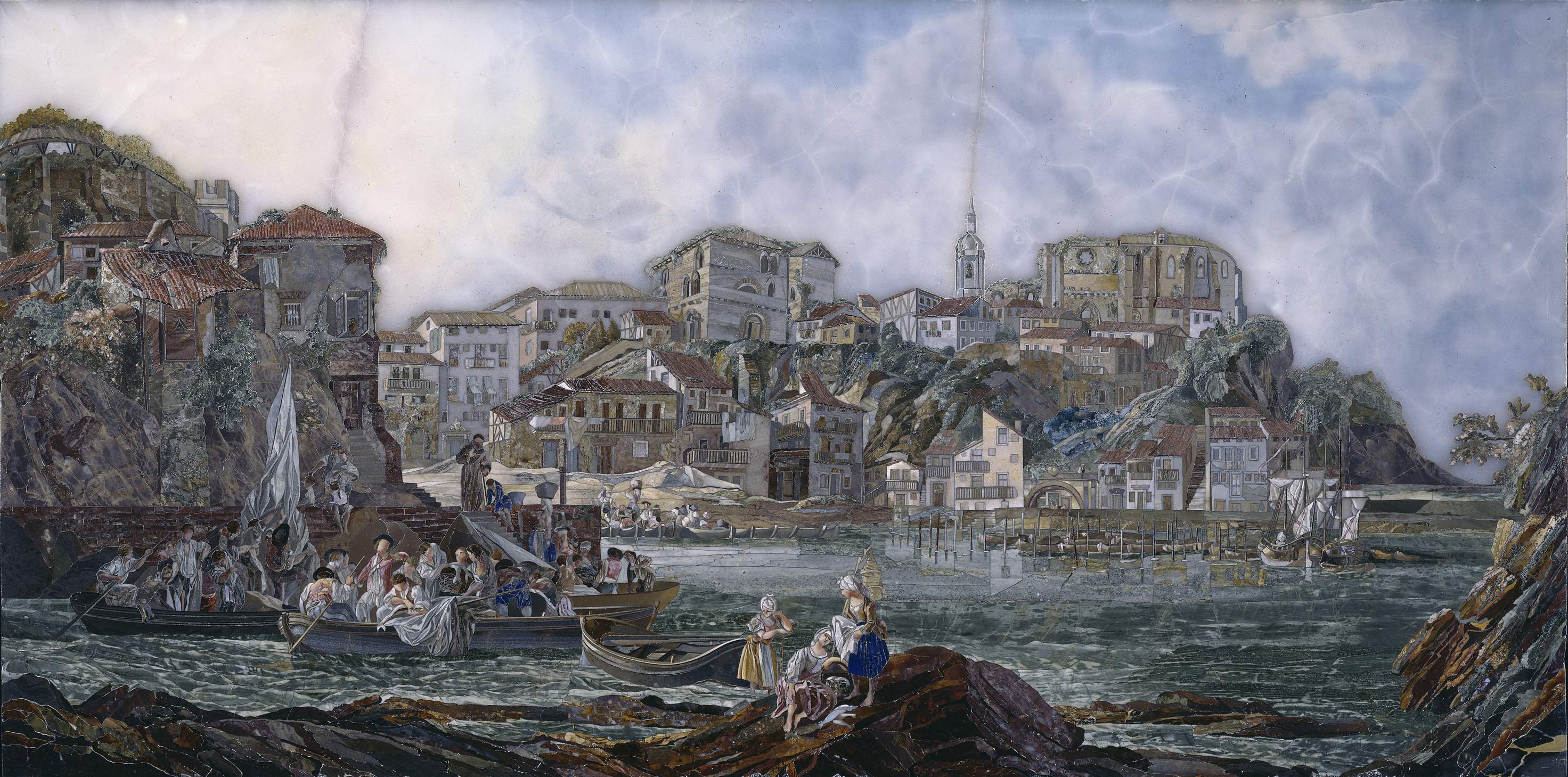
Vista de Bermeo (c. 1783), Real Laboratorio de Mosaicos y Piedras Duras del Buen Retiro, según una pintura de Luis Paret, Museo del Prado

Se denomina piedra dura a una técnica de las artes decorativas consistente en el embutido por taracea de mármol o piedras semipreciosas como el jade, el cuarzo, el ágata, el jaspe, el lapislázuli, la calcedonia, el granito, el pórfido, etc. La artesanía de piedras duras se conoce habitualmente por el término italiano pietra dura (o, en plural, pietre dure), ya que fue en este país donde se inició esta técnica en el Renacimiento. Con esta técnica se solían realizar sellos, objetos de adorno personal o pequeñas piezas de decoración.
Surgió en Roma en el siglo xvi y alcanzó su plena madurez en Florencia, en el Opificio delle Pietre Dure instaurado por los Médicis.
En el siglo xviii se fundaron el Real Laboratorio delle Pietre Dure en Nápoles y el Real Laboratorio de Mosaicos y Piedras Duras del Buen Retiro en Madrid.
En Asia Meridional existe una técnica similar denominada parchin kari.

## Técnica
La taracea o embutido de piedras duras consiste en incrustar sobre una superficie compacta finas losetas de piedra o mármol de color, cortadas y encajadas formando imágenes o composiciones diversas, adheridas con cola o masilla, y posteriormente pulimentadas, lo que da al acabado final el brillo de un espejo. La técnica para trabajar piedras duras es similar a la empleada en orfebrería para trabajar piedras preciosas. Debido a la dureza del material hace falta una gran destreza por parte del artesano. Antes de su elaboración se prepara una plantilla coloreada que sirve de modelo para su confección. Después el artesano debe escoger las piedras necesarias según el color requerido, teniendo en cuenta igualmente la calidad de la piedra. Por colores, para el blanco se usa generalmente ágata, jade, coral blanco, calcedonia y ópalo; para el rojo, cornalina y coral rojo; para el azul, turquesa, lapislázuli y zafirina; para el verde, malaquita, heliotropo y turmalina; y, para el negro, obsidiana y leña fosilizada.

## Historia

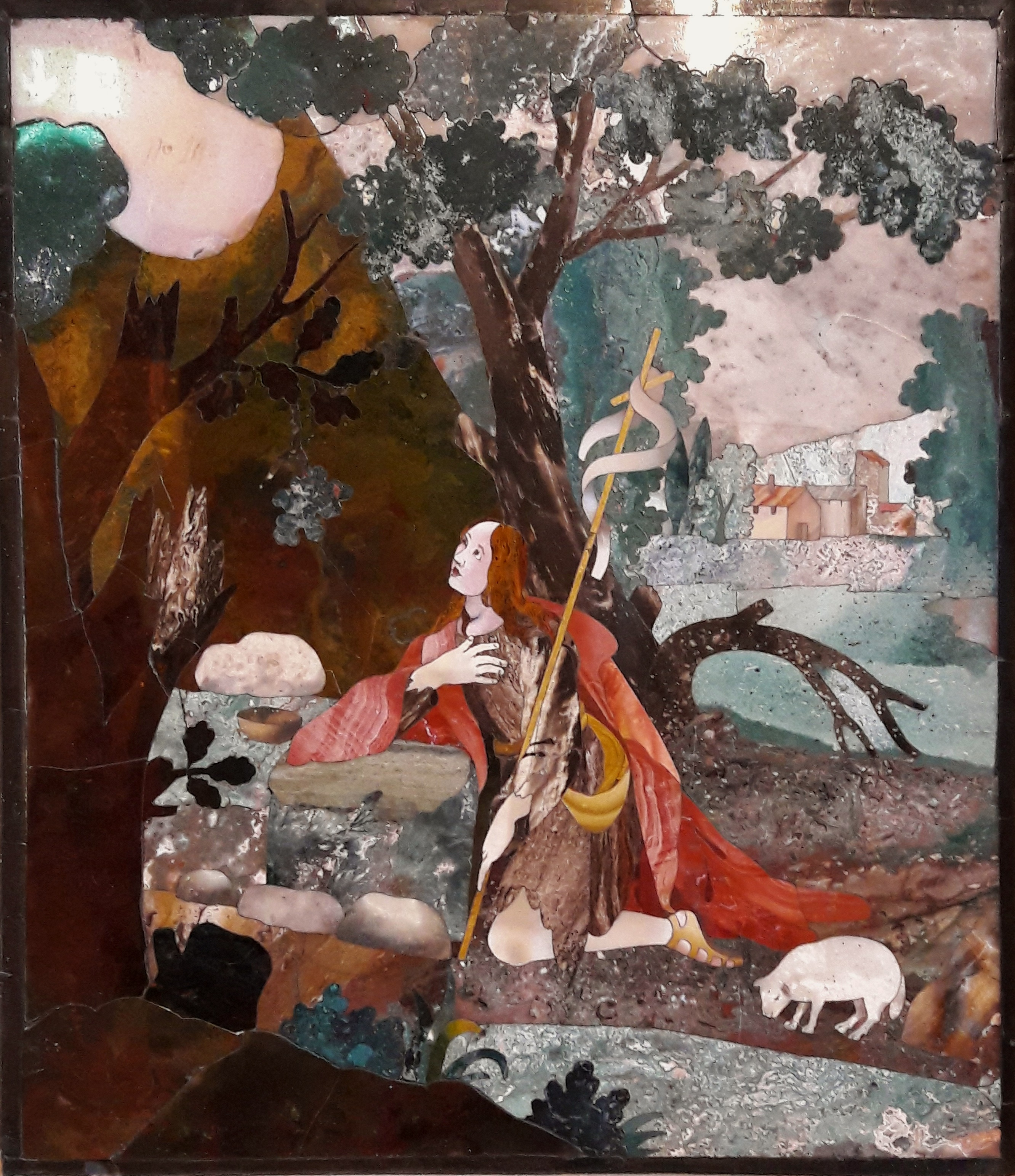
San Juan Bautista (c. 1600), Bayerisches Nationalmuseum

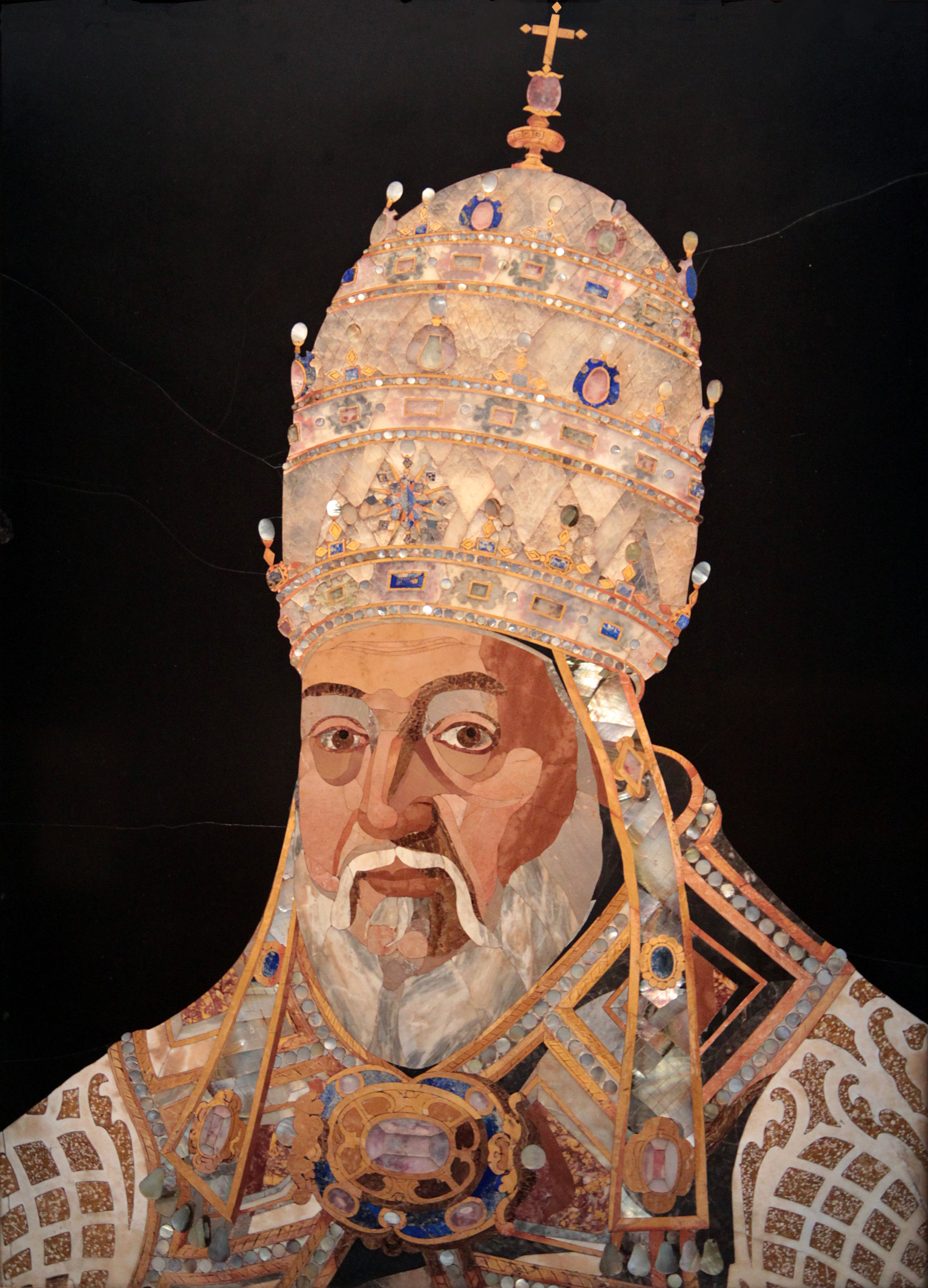
El papa Clemente VIII Aldobrandini (1601-1602), de Jacopo Ligozzi, J. Paul Getty Museum

Esta técnica tiene un antecedente en el opus sectile romano, un tipo de mosaico realizado en taracea. Durante el Renacimiento, una época que volvió la vista al legado clásico grecorromano, se retomó este procedimiento para la elaboración de obras de arte decorativas, especialmente en Florencia y Milán. En 1588 el gran duque de Toscana Fernando I de Médici fundó el Opificio delle Pietre Dure, un taller dedicado en exclusiva a estas labores. Estaba ubicado en el palacio de los Uffizi, ya que inicialmente sirvió sobre todo para la elaboración de decoración de piedras duras para la capilla de los Príncipes de la Basílica de San Lorenzo. Posteriormente pasó a la Via degli Alfani, donde aún se encuentra convertido en museo.
Esta técnica pronto se extendió a otros centros de Italia y el resto de Europa, con un notable taller en Praga fundado por el artesano italiano Ottavio Miseroni. Las primeras realizaciones en Italia y Praga fueron de estilo manierista, preferentemente grandes jarrones y cuencos con piedras duras talladas y monturas de oro y esmalte. Se conservan algunos ejemplos en el Kunsthistorisches Museum de Viena y en la Schatzkammer de la Residencia de Múnich.
También se hicieron con piedras duras bustos y estatuillas, como el busto de Vittoria della Rovere del Museo dell'Opificio delle Pietre Dure de Florencia, realizado con mármol negro de Flandes, carnaciones de calcedonia y ojos de ágata. De igual forma, se elaboraron en piedras duras mosaicos planos o en relieve para decorar tableros de mesa, gabinetes, frontales de altar y otros muebles u objetos. A esta labor se la denominó en italiano commesso di pietre dure y es conocida también como «mosaico florentino». Con este procedimiento se elaboraban diversas escenas de apariencia casi pictórica, como paisajes, bodegones, retratos, escenas religiosas o dibujos geométricos. Estas obras fueron muy populares en el siglo XVIII, época en que eran habituales en piezas de ebanistería. La Manufactura Real de los Gobelinos en París contrató varios artesanos florentinos para realizar este tipo de obras.
En el siglo XVIII se crearon dos notables centros de producción, ambos por iniciativa de Carlos III de España: en 1737, cuando era rey de Nápoles como Carlos VII, fundó el Real Laboratorio de Piedras Duras de Nápoles, con artesanos procedentes del Opificio florentino. Posteriormente, en 1759, siendo ya rey de España, fundó en Madrid el Real Laboratorio de Mosaicos y Piedras Duras del Buen Retiro, también con artesanos italianos. Mientras que la escuela florentina destacaba por un mayor uso de materiales preciosos, la napolitana usaba materiales menos costosos, con preferencia por el mármol. En el Buen Retiro los materiales no eran tan suntuosos como en Florencia, pero las técnicas de elaboración se parecían más a las de esta escuela que a la napolitana.
Entre los artesanos de piedras duras de más relevancia conviene destacar a la familia Miseroni, de origen milanés. Los hermanos Girolamo y Gasparo Miseroni trabajaron para Cosme I de Médici en Florencia. Girolamo tuvo tres hijos: Giulio (1559-1593) trabajó en España, donde colaboró en la realización del sagrario de El Escorial; Ottavio († 1624) se instaló en Praga, donde fue Lapidario de la Corte para Rodolfo II; y Giovanni Ambrogio, que trabajó también en Praga. Dionysio († 1661), hijo de Ottavio, continuó la labor de su padre en la corte imperial, y a él se deben algunas de las mejores realizaciones, conservadas en el Kunsthistorisches Museum de Viena. Su hijo Ferdinand Eusebius († 1684) fue como su padre Lapidario de la Corte y custodio de sus tesoros.